# Pulversheim
Pulversheim är en kommun i departementet Haut-Rhin i regionen Grand Est (tidigare regionen Alsace) i nordöstra Frankrike. Kommunen ligger i kantonen Ensisheim som tillhör arrondissementet Guebwiller. År 2022 hade Pulversheim 3 075 invånare.

## Befolkningsutveckling
Antalet invånare i kommunen Pulversheim
| Referens: INSEE |